# Christian Vásconez
Christian Salvador Vásconez Manzano (* 8. Dezember 1989) ist ein ecuadorianischer Leichtathlet, der im Mittel- und Langstreckenlauf an den Start geht.

## Sportliche Laufbahn
Erste internationale Erfahrungen sammelte Christian Vásconez bei den Crosslauf-Weltmeisterschaften 2015 in Guiyang, bei denen sie nach 40:50 min den 93. Platz im Einzelrennen belegte. 2017 gelangte sie bei den Halbmarathon-Südamerikameisterschaften in Montevideo nach 1:06:25 h auf den vierten Platz und anschließend belegte sie bei den Südamerikameisterschaften in Luque in 3:54,07 min den sechsten Platz im 1500-Meter-Lauf und wurde in 15:00,96 min Zwölfter über 5000 Meter. Bei den Halbmarathon-Weltmeisterschaften 2018 in Valencia lief er nach 1:04:53 h auf dem 83. Platz im Einzelrennen ein und bei den Halbmarathon-Weltmeisterschaften 2020 in Gdynia wurde sie nach 1:04:49 h 98. 2022 wurde er bei den Ibero-Amerikanischen Meisterschaften in La Nucía im Halbmarathon disqualifiziert und anschließend gewann er bei den Juegos Bolivarianos in Valledupar in 1.07:06 h die Bronzemedaille hinter seinem Landsmann Rafael Loza und Ferdinan Cereceda aus Peru. Daraufhin erreichte er bei den Halbmarathon-Südamerikameisterschaften in Buenos Aires mit 1:01:59 h Fünfter im Einzelbewerb und im Oktober siegte er in 2:16:34 h im Marathonlauf bei den Südamerikaspielen in Asunción. Im Jahr darauf wurde er bei den Halbmarathon-Südamerikameisterschaften in Santa Cruz de la Sierra in 1:05:10 h Vierter und erreichte bei den Straßenlauf-Weltmeisterschaften in Riga in 1:08:38 h Rang 81. 2024 wurde er bei den Straßenlauf-Südamerikameisterschaften in Asunción in 1:07:58 h Siebter im Halbmarathon und im Jahr darauf belegte er bei den Hallensüdamerikameisterschaften in Cochabamba in 4:05,80 min den siebten Platz über 1500 Meter und gelangte im 3000-Meter-Lauf mit 8:57,47 min auf Rang fünf.

## Persönliche Bestleistungen
- 1500 Meter: 3:54,07 min, 23. Juni 2017 in Luque
  - 1500 Meter (Halle): 4:05,80 min, 22. Februar 2025 in Cochabamba
  - 3000 Meter (Halle): 8:57,47 min, 23. Februar 2025 in Cochabamba
- 5000 Meter: 14:56,85 min, 6. Juli 2014 in Guayaquil
- Halbmarathon: 1:01:59 h, 21. August 2022 in Buenos Aires
- Marathon: 2:12:50 h, 11. April 2021 in Siena